# شاه عباس وخرشيد بانو (أوبرا)
شاه عباس وخرشيد بانو (أوبرا) (بالأذرية: Şah Abbas və Xurşid Banu (opera)) - هي الأوبرا الرابعة لعزير حاجبايوف. ألفها ليبريتو الأوبرا عزير حاجبايوف نفسه. مكتوب على أساس الملحمة الشعبية الأذربيجانية، وهي مكونة من أربعة فصول.

## تاريخ الأوبرا
ألف عزير حاجبايوف أوبرا «شاه عباس وخرشيد بانو» في 1911. عرضت «شاه عباس وخرشيد بانو» لأول مرة في 10 مارس 1912م في سيرك الأخوين نيكيتوف بباكو.
مخرج الأداء هو حسين عربلينسكي، قائده الاركسترا موسلوم ماقوماييف. لعب الأدوار حسين قولو سارابسكي (شاه عباس)، أحكد أغدامسكي (خورشيد بانو)، ح. تيريجولوف (ماستاوار) وغيرها.
تم عرض الأوبرا على المسرح الأذربيجاني حتى الثلاثينيات. أوبرا تنتهي بنهاية سعيدة. 
و قد استخدم الملحن في أوبرا شاه عباس وخرشيد بانو من مقام أذربيجاني بشكل واسع.

## في الأدوار

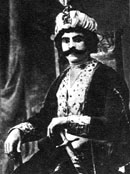
حسين قولو سارابسكي في دور شاه عباس

- الشاه عباس من العمر 35 عامًا
- الوزير 50 عامًا
- ودمان واثنين من الأبناء
- ماسطاوار - طبخة
- خورشيد هي ابنة الحطاب، 20 عامًا
- ودية - أهل شيراز
- الأريكة
- 5 سجناء
- 10 أشخاص من شيراز
- الانضمام وغيرها[3]